# War & Peace - Vol. 1 (The War Disc)
War & Peace - Vol. 1 (The War Disc) è un album di Ice Cube del 1998.

## Tracce
1. "Ask About Me" - 3:06
2. "Pushin' Weight" (Featuring Mr. Short Khop) - 4:35
3. "Dr. Frankenstein" (Featuring Mr. Short Khop) - 4:54
4. "Fuck Dying" (Featuring Korn) - 4:03
5. "War & Peace"  3:18
6. "Ghetto Vet (Featuring Mack 10 & Mr. Short Khop)"  5:05
7. "Greed" - 4:29
8. "MP" - 0:49
9. "Cash Over Ass" - 4:21
10. "The Curse of Money" (Featuring Mack 10) - 3:39
11. "The Peckin' Order" - 3:21
12. "Limos, Demos & Bimbos" (Featuring Mr. Short Khop) - 3:51
13. "Once Upon A Time In The Projects 2" - 3:05
14. "If I Was Fuckin' You" (Featuring Mr. Short Khop & K-Mac) - 3:28
15. "X-Bitches" - 4:59
16. "Extradition"  - 4:38
17. "3 Strikes You In" - 4:34
18. "Penitentiary" - 4:12